# Трандафор
Трандафори или трендафори (ед. ч. трандафора) е остаряло название за ниски мъжки обувки с остри продълговати върхове. Обичайно се изработват от кожа, могат да бъдат частично или напълно лачени.
В България добиват популярност по време на Третото българско царство, когато са част от градското облекло.

## Етимология
Думата произлиза от итал. trenta – „тридесет“ и foso – „дупка, пробито място“.

## Цитати
- „От цървул трандафора не става“ – народна поговорка[2]